# Triticum aestivum compactum
Triticum aestivum subsp. compactum (Host) H.Messik., 1913 è una sottospecie di frumento.
È una specie esaploide.